# Ophélie-Cyrielle Étienne
Ophélie-Cyrielle Étienne (ur. 9 września 1990 w Wissembourgu) – francuska pływaczka specjalizująca się w stylu dowolnym, trzykrotna medalistka mistrzostw Europy z Budapesztu, dwukrotna brązowa medalistka mistrzostw Europy (basen 25 m). Olimpijka z Pekinu i z Londynu.
Jej największym dotychczasowym sukcesem jest brązowy medal mistrzostw Europy na krótkim basenie w Stambule w 2009 roku na dystansie 400 i 800 m kraulem.